# Hugo Baptista
Hugo Baptista (La Grita, Venezuela, 27 de mayo de 1935) es un pintor venezolano.

## Biografía
Estudió en la Escuela de Artes Plásticas y Aplicadas de Caracas. Posteriormente viaja por Europa, en giras de estudio y mejoramiento profesional. Se radicó en París, Francia por seis años.

## Obra
Su obra se caracteriza por la presencia de un vivo cromatismo y gran libertad en la composición, causando esto que él se autodefina como un expresionista lírico.
Entre sus obras destacan: Barcos (1957);  Puertos,  (1957);  Barcos y grúas, (1958);  Bristoles, (1963);  Sueño Verdugo, (1965);  Robos, (1967); Exhibiciones, (1967), Acumulaciones, (1970); Expediente de la Risa, (1977).

## Premios
A Hugo Baptista se le han otorgado los premios:
- José Antonio Loreto Arismendi (1958)
- Antonio Edmundo Monsanto (1958)
- Arturo Michelena (1959)
- Armando Reverón (1959)